# NA-132-B
La NA-132-B es una carretera del Gobierno de Navarra que sirve de Circunvalación de Estella.

## Recorrido
| Denominación | Kilómetro | Salida | Dirección        | Carretera |
| ------------ | --------- | ------ | ---------------- | --------- |
| NA-132-B     | 0         |        | Estella Zúñiga   | NA-132-A  |
| NA-132-B     | 0         |        | Igúzquiza        | NA-7453   |
| NA-132-B     | 3         |        | Estella Luquin   | NA-1110   |
| NA-150       | 3         |        | Logroño Pamplona | A-12      |